# Castro de Moldes
O Castro de Moldes, também referido como Castro do Monte do Castelo de Neiva ou Monte do Castelo de Neiva, é um castro localizado na freguesia de Castelo do Neiva, no município de Viana do Castelo, Distrito de Viana do Castelo, em Portugal.
Constitui um castro que remonta à Idade do Ferro, no alto de um monte na margem direita do rio Neiva.
Encontra-se classificado como Imóvel de Interesse Público desde 1970.

## História
As escavações arqueológicas realizadas no seu sítio durante a primeira metade da década de 1980, trouxeram à luz um povoado de consideráveis dimensões, dotado de um assinalável sistema defensivo que se constituía por cinco linhas concêntricas de muralhas reforçadas por torreões na vertente sul. As linhas de muralhas acompanham, quase sempre, a geografia do terreno.
Nomeadamente na área definida pela muralha interior, identifica-se uma notável densidade de estruturas de carácter doméstico, de planta predominantemente circular, em cuja edificação se utilizou o próprio afloramento rochoso. Algumas dessas edificações apresentam um vestíbulo e estão apartadas por arruamentos lajeados em granito. Entre elas, destaca-se uma, pelo facto de possuir uma espécie de assento corrido coberto por placas rectangulares de ardósia.
As investigações evidenciaram a reutilização do espaço em épocas posteriores, designadamente durante o período de ocupação romana, para o que terá sido determinante a sua posição estratégica. Apontam, nesse sentido, alguns materiais exumados durante as diferentes campanhas, tais como artefactos de bronze (entre os quais uma fíbula), a par de um abundante número de fragmentos de cerâmica comum e de importação. Estes elementos atestam não apenas o carácter relativamente permanente da ocupação desse povoado, como, sobretudo, a sua inserção numa complexa rede de relações comerciais, evidente na presença de inúmeros exemplares de diversos tipos de ânforas e respectivas tampas.
A relevância estratégica de seu sítio foi reforçada já em plena Idade Média, e em concreto, no início do século XII, de quando data a primeira referência conhecida sobre a existência, no local, de um castelo, pouco antes de D. Afonso Henriques (1109-1185) ser cercado em Guimarães. Foi, a partir de então, palco de vários episódios relacionados com a consolidação do Reino de Portugal, em pleno processo de Reconquista, até que, em finais do século XIV, o castelo acabou por perder a sua anterior importância política na sequência da transferência da sede do julgado de Neiva, executada no âmbito de uma ampla reorganização administrativa do território. Foi, então, abandonado, entrando num lento processo de degradação, embora ainda sejam visíveis os sulcos onde assentavam os muros da torre e subsista a romaria à capela de Nossa Senhora das Oliveiras, construída num dos caminhos conducentes ao interior do povoado.
Os testemunhos provenientes da estação arqueológica do Castro de Moldes, encontram-se expostos numa das salas do prédio da Junta de Freguesia de Castelo do Neiva.